# ムハンマド・ケンドー
ムハンマド・ケンドー（英語: Mohamad Kendo、1994年3月15日 - ）は、シリア出身の歌手、作曲家、ミュージックディストリビューターである。

## 来歴

### 生い立ち
1994年3月15日にサウジアラビアのジッダで生まれ、宗教的な家庭で育った。ケンドーの父であるハリド・ケンドーはジッダのモスクのイマームであり、彼が祈りの時間の後にアザーンの練習をする機会を与えた。
小学校4年生の時、学校のラジオでアザーンを歌い始め、多くのナシュードグループに参加し、ジッダ市全体のコンテストで1位を獲得した。
ケンドーは18歳の時、ヨルダンのアル・ペトラ大学でジャーナリズムとメディアの学士号を取得するためにヨルダンに移住した。
現在、ケンドーはトルコのイスタンブールに住み、活動を続けている。

### キャリア
ケンドーは4歳の時に音楽キャリアを始めた。
大学時代には「ダキカダ・マカームラー」というビデオを共有し、アラブ世界で大きな人気を得た。
ケンドーは2018年に「ムシュタク」というナシュードでプロとしてのキャリアを開始し、ソーシャルメディアで短いビデオを共有し続け、若者の間で大きな反響を呼んだ。また、ケンドーは「Al-sna Ahaq bi-Qalb Saeed」プログラムのために作られたナシュードでもブレイクし、プログラムの司会者アフマド・マゼン・アル・シュカイリにも称賛された。
また、歌手であるムハンマド・アミン・テルミズィと共に歌唱を学び、アーティストのアイマン・ラマダンからサウンドエンジニアリングとミュージックディストリビューションを学んだ。

## 人物
- 「幸福の声」という渾名がついている[3]。
- 2021年、ガザ地区とイスラエルの間で武力衝突が発生するとガザ地区を支持する声明を出した[4]。

## 代表作
- ムシュタク[1]

- 行方知れず[1]

- 瞬間[1]

- 敬虔な者が増えた[1]

など。